# Anton Apold
Anton Apold (* 23. Juni 1877 in Groß-Jedlersdorf; † 2. September 1950 in Velden am Wörthersee) war ein österreichischer Hütteningenieur. Von 1922 bis 1935 war er Generaldirektor der Alpine Montangesellschaft, des damals größten Unternehmens in Österreich. Während dieser Zeit war Apold ein führender Unterstützer des Steirischen Heimatschutzes und ab 1933 der NSDAP.

## Leben
Bereits Apolds Vater war leitender Angestellter der Alpine Montangesellschaft. Apold studierte ab 1895 an der Montanistischen Hochschule Leoben, trat sogleich der Verbindung Cruxia im Waidhofener Verband (seit 1913 Leobener akademische Burschenschaft Cruxia in der DB) bei und schloss sein Studium 1898 als Hütteningenieur ab. 1919 wurde ihm von der Montanistischen Hochschule ein Ehrendoktorat verliehen. Nach langjähriger Tätigkeit in Norddeutschland wurde er 1921 Leiter der Steirischen Magnesit-AG in Veitsch, ein Jahr später ernannte ihn der Mehrheitseigentümer der Alpine Hugo Stinnes zum Generaldirektor der Alpine Montangesellschaft. Weitere Mitglieder der Geschäftsführung waren unter anderem Josef Oberegger und Felix Busson. Apold hatte den Auftrag, die zu diesem Zeitpunkt schwer defizitäre Alpine nachhaltig zu sanieren, was ihm in den folgenden Jahren auch gelang. 
Apold war deutschnational eingestellt und kämpfte gegen sozialdemokratische Einflüsse in seinen Betrieben. Unter anderem unterstützte er die Gründung der Unabhängigen Gewerkschaft der Heimwehren im Betrieb Donawitz. Auf seine Initiative hin unterstützten die Alpine und der Österreichische Industrieverband die Heimwehren in großzügiger Weise. 1930 versuchte die christlichsozial dominierte Bundesregierung erfolglos, Apold zum Präsidenten der Österreichischen Bundesbahnen zu berufen. 
Ab 1934 war Apold Mitglied der NSDAP und der SA, mit der er zumindest seit 1932 in Kontakt stand und die vonseiten der Alpine seit Anfang 1933 Geldmittel erhielt. Während des Juliputsches war er als Minister in einer nationalsozialistischen Bundesregierung unter Anton Rintelen im Gespräch. In der Folge des Putsches wurde Anton Apold von seiner Funktion beurlaubt und im Jahr 1935 schließlich entlassen. Nach dem Anschluss avancierte er zum Aufsichtsratsvorsitzenden der Österreichischen Länderbank. Nach dem Krieg verhaftete ihn die britische Besatzungsmacht in Kärnten und Apold blieb bis 1948 in Haft.
Einer von Apolds Schwiegersöhnen war der Soziologe und Kunsthistoriker Hans Riehl. Beide sind auf dem St.-Leonhard-Friedhof in Graz beigesetzt. Ein weiterer Schwiegersohn war der Dresdner Entomologe Manfred Koch.